# Room (film)
Room is een Brits-Amerikaans-Canadees-Ierse onafhankelijke film uit 2015 van regisseur Lenny Abrahamson en is gebaseerd op de gelijknamige roman van schrijfster Emma Donoghue, die zelf ook het filmscenario schreef. (De roman verscheen in 2010 in het Nederlands als Kamer.) De hoofdrollen worden vertolkt door Brie Larson, Jacob Tremblay, Sean Bridgers, Joan Allen en William H. Macy.

## Verhaal
Joy "Ma" Newsome leeft samen met haar vijfjarig zoontje Jack in een afgesloten ruimte in de tuin van Old Nick, de man die haar zeven jaar eerder ontvoerde en haar sindsdien regelmatig verkracht. De leefwereld van Jack, die als gevolg van een verkrachting in de kamer geboren werd, reikt niet verder. Voor hem bestaat de rest van de wereld enkel op televisie. Op een dag weet hij te ontsnappen en Ma te bevrijden. Nadien wordt het duo opgevangen door de ouders van Ma, die inmiddels gescheiden zijn. Ma en Jack proberen zich aan te passen aan hun nieuwe wereld, maar hebben het door de vele media-aandacht moeilijk om een normaal leven te leiden.

## Rolverdeling
- Brie Larson – Joy "Ma" Newsome
- Jacob Tremblay – Jack Newsome
- Joan Allen – Nancy Newsome
- William H. Macy – Robert Newsome
- Sean Bridgers – Old Nick
- Megan Park – Laura
- Cas Anvar – Dr. Mittal
- Amanda Brugel – agent Parker
- Joe Pingue – agent Grabowski
- Tom McCamus – Leo

## Prijzen en nominaties
De film won 107 prijzen en werd voor 140 andere genomineerd. Een selectie:
| Jaar | Evenement                               | Categorie                      | Genomineerde                | Resultaat   |
| ---- | --------------------------------------- | ------------------------------ | --------------------------- | ----------- |
| 2015 | TIFF (40ste editie)                     | People’s Choice Award          | People’s Choice Award       | Gewonnen    |
| 2016 | Golden Globe (73ste editie)             | Beste dramafilm                | Beste dramafilm             | Genomineerd |
| 2016 | Golden Globe (73ste editie)             | Beste actrice in een dramafilm | Brie Larson                 | Gewonnen    |
| 2016 | Golden Globe (73ste editie)             | Beste script                   | Emma Donoghue               | Genomineerd |
| 2016 | BAFTA Award (69ste editie)              | Beste actrice                  | Brie Larson                 | Gewonnen    |
| 2016 | Satellite Awards (20ste editie)         | Beste regie                    | Lenny Abrahamson            | Genomineerd |
| 2016 | Satellite Awards (20ste editie)         | Beste film                     | Beste film                  | Genomineerd |
| 2016 | Satellite Awards (20ste editie)         | Beste actrice                  | Brie Larson                 | Genomineerd |
| 2016 | Satellite Awards (20ste editie)         | Best bewerkte script           | Emma Donoghue               | Genomineerd |
| 2016 | Independent Spirit Award (31ste editie) | Beste actrice                  | Brie Larson                 | Gewonnen    |
| 2016 | Independent Spirit Award (31ste editie) | Beste eerste script            | Emma Donoghue               | Gewonnen    |
| 2016 | Independent Spirit Award (31ste editie) | Beste montage                  | Nathan Nugent               | Genomineerd |
| 2016 | Academy Award (88ste editie)            | Beste film                     | Beste film                  | Genomineerd |
| 2016 | Academy Award (88ste editie)            | Beste regisseur                | Lenny Abrahamson            | Genomineerd |
| 2016 | Academy Award (88ste editie)            | Beste actrice                  | Brie Larson                 | Gewonnen    |
| 2016 | Academy Award (88ste editie)            | Beste bewerkt scenario         | Emma Donoghue               | Genomineerd |
| 2016 | Canadian Screen Award (4de editie)      | Beste film                     | Beste film                  | Gewonnen    |
| 2016 | Canadian Screen Award (4de editie)      | Beste regisseur                | Lenny Abrahamson            | Gewonnen    |
| 2016 | Canadian Screen Award (4de editie)      | Beste acteur                   | Jacob Tremblay              | Gewonnen    |
| 2016 | Canadian Screen Award (4de editie)      | Beste actrice                  | Brie Larson                 | Gewonnen    |
| 2016 | Canadian Screen Award (4de editie)      | Beste vrouwelijke bijrol       | Joan Allen                  | Gewonnen    |
| 2016 | Canadian Screen Award (4de editie)      | Beste bewerkt scenario         | Emma Donoghue               | Gewonnen    |
| 2016 | Canadian Screen Award (4de editie)      | Beste productieontwerp         | Ethan Tobman, Mary Kirkland | Gewonnen    |
| 2016 | Canadian Screen Award (4de editie)      | Beste camerawerk               | Danny Cohen                 | Genomineerd |
| 2016 | Canadian Screen Award (4de editie)      | Beste montage                  | Nathan Nugent               | Gewonnen    |
| 2016 | Canadian Screen Award (4de editie)      | Beste filmmuziek               | Stephen Rennicks            | Genomineerd |
| 2016 | Canadian Screen Award (4de editie)      | Beste make-up                  | Sid Armour                  | Gewonnen    |

## Productie
De opnames van Room gingen op 10 november 2014 van start in Toronto en liepen af op 15 december 2014. De film ging op 4 september 2015 in première op het Telluride Film Festival. Op het Internationaal filmfestival van Toronto won Room in september 2015 de publieksprijs. Een maand later was de film ook te zien op het Filmfestival van Londen.